# 丰施
丰施（？—？），姬姓，丰氏，名施，字子旗，是公孙段的儿子，子丰的孙子，郑国的卿。
前535年，公孙段去世，子产为丰施把州地的土田归还给晋国的中军将韩起，说：“过去贵国国君认为公孙段能够承担大事，因而赐给他州地的土田。现在他不幸早死，不能长久地享有国君的赏赐。公孙段的儿子不敢占有，也不敢告诉贵国国君，所以私下送给您。”韩起辞谢。子产说：“古人有话说：‘父亲劈的柴，他的儿子不能承受。’丰施将会惧怕不能承受他先人的俸禄，又何况承担大国的恩赐呢？即使您执政可以使他免于获罪，后来的人如果碰巧有关于边界的闲话，归罪于我国，丰氏就会受到大的讨伐。您取得州地，这是使我国免于罪过，又等于为丰氏建功立业。谨敢以此作为请求。”韩起接受了，把情况报告晋平公，晋平公把州地给了韩起。韩起由于当初的话，对占有州地感到惭愧，用州地与乐大心交换了原县。
前526年夏季四月，郑国的六卿为来访的韩起在郊外饯行。韩起说：“请诸位都赋诗一首，我也就可以知道郑国的意图了。”丰施赋了《有女同车》。赋诗结束后，韩起很高兴，说：“郑国差不多要强盛了吧。诸位用国君的名义赏赐我，所赋的诗均为《郑风》，不出郑国之外，都是表示友好的。诸位的家族都已传了几代，可以不必惧怕什么了。”韩起给六人都送上马匹，并赋诗《我将》。子产拜谢，又让其他五个卿也拜谢。